# لوسيندا ديفيس
لوسيندا ديفيس هي ممثلة كندية، ولدت في القرن العشرين في مونتريال في كندا.

## أعمال

### أفلام
- سباق[2]

## وصلات خارجية
- لوسيندا ديفيس على موقع IMDb (الإنجليزية)
- لوسيندا ديفيس على موقع ألو سيني (الفرنسية)
- لوسيندا ديفيس على موقع أول موفي (الإنجليزية)
- لوسيندا ديفيس على موقع قاعدة بيانات الفيلم (الإنجليزية)
- لوسيندا ديفيس على موقع كينوبويسك (الروسية)